# Reparto medicina aeronautica e spaziale
Il Reparto medicina aeronautica e spaziale è nato nel 1986 dal Centro studi e ricerche di medicina aeronautica. Inquadrato nella  Divisione aeronautica studi ricerche e sperimentazioni, ha sede presso l'aeroporto di Pratica di Mare.
È diviso in tre gruppi: "fisiopatologia generale", "igiene ed immunologia", "neuropsicofisiologia".
Ha condotto, con importanti risultati, attività di ricerca nel settore della profilassi vaccinale, nello studio dei ritmi sonno-veglia, nella valutazione delle problematiche di confinamento spaziale, nel monitoraggio endocrino, immunitario, metabolico e circolatorio correlato al volo o alle variazioni di gravità, e nella possibilità di impiego di farmaci per ottimizzare le prestazioni operative.